# Едо (народ)
Едо или Бенин људи су народ који припада Едоидној етничкој групи. Највише су распрострањени у  савезној држави Едо, у јужном делу Нигерије. Они говоре Едоид језиком и потомци су Игодомигодоа, који су касније прерасли у Бенинско царство. Блиско су повезани са другим етничким групама који такође говоре Едоид језиком. Едо људи су већином хришћани, али има и припадника муслиманске вероисповести. Један су од три најбројнија народа јужног дела Нигерије.

## Историја
Едо народ има изузетно богату и дугу историју и културу. Њихова историја је првенствено заснована на Краљевини Бенин, а датира из периода пре првог миленијума нове ере. Само краљевство је једно од најдуготрајнијих аутентичних афричких краљевстава. Краљевина Бенин појавила се као изузетно снажна империја, која се простирала од Овоа, Акуре и Лагоса на западу, преко Ониче на истоку до делте Нигера на југу земље. То је било прво афричко краљевство које је успоставило везу са неком Европском силом у то време – Португалијом.
Поједини аутори истичу да Едо народ потиче из Египта, док су други ипак мишљења да потичу из Ифе-а (средњевековно место у Нигерији). Нико не може да тврди одакле народ заправо потиче, будући да се њихово порекло изгубило међу бројним митовима и легендама далеке прошлости.

## Традиционална ношња
Традиционална Едо мушка ношња обухвата белу мајицу или кошуљу, а преко ње се углавном носе пругасте тканине у више различитих боја. Не морају то увек бити пруге, већ и неки други шаблони. Традиционалну одећу често употпуњују шеширом или неком другом капом.
Циљ женске ношње је да истакне лепоту Едо жена. Најважнији детаљ у женском облачењу чине перле, које су неизоставни део сваке одевне комбинације и по чему су Едо жене најпрепознатљивије . 

## Храна
Локална кухиња обухвата стандардна јела која се могу наћи у већини држава у Нигерији. Постоје и оброци који су својствени само Едо народу. Најчешће конзумирају различите супе и чорбе. Три најпознатија јела су Црна супа која је направљена од локалних зачина и биљака; Оми Укпока – кукурузна супа која се прави од сувог кукуруза, димљене рибе и зачинског биља и Бибер пиринаџ који се прави од пиринџа и зеленог лишћа.

## Обичаји и ритуали
Обичаји везани за венчање су бројни, па је важно да се сви они испоштују. У ранијем периоду девојке су сматране спремним за удају већ између 15. и 18. године живота. Удварање између будућих младенаца може да почне током одласка до реке по воду или током њихове традиционалне игре по месечини. Неретко се дешава да родитељи бирају партнере својој деци. Уговорени бракови могу да се догоде и тик по самом рођењу девојчице. Када се момак одлучи за женидбу, а његови родитељи прихвате снају, крећу поруке између две породице. Тај процес називају ивбуомо, у значењу – тражење невесте. Циљ обичаја јесте да се утврде поједине информације о породицама, као што су информације о болестима, злочинима или скандалима који директно могу утицати на породицу. Сама церемонија венчања се одржава у кући младе.
Ритуал који се посебно издваја код Едо народа јесте ритуал који називају „духови преминулих“. То је светилиште предака или читаве лозе. Када отац или мајка премину, деца праве олтар где се приносе жртве, у њихову част.
Традиционални Едо плес назива се Охогхо. Верује се да овај плес одбија негативне знаке и природне катастрофе, као што су поплаве, глад, епидемије, али и рат. Плесачи носе хаљине украшене перлама и крећу се у круг у чијем је центру ватра у којој горе лековите биљке или корење. Плесачи брзо покрећу своја тела уз традиционалну ритмичну Охогхо музику. Овај плес се сматра уметношћу, а најчешће се изводи током важних фестивала и церемонија у Едо држави.

## Фестивали
Држава Едо има богату традицију фестивала и маскенбала кроз које људи најчешће величају богове, прочишћавају земљу, деле жене и мушкарце у различите старосне разреде. У овој држави се сваке године одржи најмање 100 различитих фестивала. Циљ свих фестивала јесте поновно окупљање народа или показивање дуге и богате културе туристима. Највећи број њих одржава се између септембра и марта сваке године. Већина фестивала су отвореног типа, што значи да њима може присуствовати било ко, мада има и оних где је дозвољено присуство искључиво мушкарцима. Игуе је најзначајнији фестивал у држави, а посебно је важан за народ из Бенина. Прославља се сваке године у децембру од стране тренутног владара, а у циљу обележевања краја текуће бенинске године, захвалности на њој и прослављања нове долазеће године. Овај фестивал привлачи туристе из целе Нигерије, али и иностранства. Укпе фестивал се одржава сваке године између децембра и јануара, а слави се како би се умилостили богови који би донели просперитет народу. 